# Dieta Atkins
La Dieta Atkins, o Atkins Nutritional Approach (Approccio Nutrizionale Atkins), è una dieta a basso tenore di carboidrati creata dal Dr. Robert Atkins basandosi su di una dieta che aveva trovato nel Journal of the American Medical Association e che utilizzò per risolvere il suo sovrappeso. In seguito la divulgò, personalizzandola, in vari libri, a cominciare dal Dr. Atkins' Diet Revolution del 1972. Nella versione riveduta, Dr. Atkins' New Diet Revolution, alcuni concetti sono cambiati, ma l'idea di fondo è rimasta la stessa.
Nel periodo di popolarità della dieta, riscosse successo l'Atkins franchise, una struttura commerciale che fornisce prodotti per mettere in pratica la dieta Atkins.

## Natura della dieta
La dieta Atkins si allontanava dalle teorie metaboliche del suo tempo. Atkins dichiarava che c'erano fattori importanti non riconosciuti nell'alimentazione occidentale che portavano al sovrappeso. Egli credeva che questa derivasse principalmente dall'assunzione di carboidrati raffinati, come zucchero, farina, e sciroppo di mais ad alto tenore di fruttosio. La dieta si basa quindi su un semplice principio: togliendogli i carboidrati, il corpo ottiene l'energia necessaria per il suo funzionamento dai grassi, assumibili, insieme alle proteine, senza alcun limite.
Nella prima settimana si riscontra una perdita di peso, variabile dai 2 ai 4 kg. Uno dei motivi potrebbe essere riconosciuto nella minore produzione di insulina, stimolata maggiormente dai carboidrati, nonché uno dei principali responsabili dei fenomeni di accumulo di grasso e di inibizione della sua liberazione.
Eliminando i carboidrati dalla dieta vengono mantenuti costanti i processi di liberazione e di ossidazione dei grassi che sul breve termine avvengono soprattutto in assenza di glucidi. Solo poco tempo dopo la pubblicazione vennero segnalate alcune controversie sul fatto che la dieta Atkins potesse far dimagrire le persone nonostante il consumo di calorie illimitato, contraddicendo apparentemente la prima legge della termodinamica. La cosa in realtà era stata smentita da altre ricerche in cui si stabiliva chiaramente che le diete chetogeniche con consumo di proteine e grassi illimitato portavano ad una riduzione spontanea dell'apporto calorico, pertanto l'efficacia risiedeva nel fatto che senza alcuno sforzo il consumo calorico risultava inferiore ai livelli di mantenimento, favorendo la perdita di peso. Procedendo con la dieta, ci si stabilizza su un calo di circa 1–2 kg settimanali.
Il regime alimentare esclusivamente basato su proteine e grassi, assumibili senza alcun limite o ad libitum grazie al forte potere saziante delle proteine rispetto ai carboidrati, portano il fegato ad intensificare il processo della chetogenesi, ovvero la formazione dei chetoni, sviluppati dal consumo dei grassi senza la presenza di glucidi. La dieta Atkins dovrebbe essere seguita per un periodo di tempo di circa 3 mesi per conseguire un calo complessivo di circa 20 kg (esempio: un uomo adulto con un peso alla partenza di 100 kg). Al termine di questo lasso di tempo andrà ricercato, aumentando settimanalmente la quantità di carboidrati giornalieri con salti di 5 g, il limite personale di assunzione dei carboidrati, ovvero quella quantità che si attesta all'incirca sui 150gr giornalieri. Secondo le indicazioni di Atkins, questo limite andrebbe rispettato a vita, e aumentato o diminuito qualora si notino variazioni di peso.

## Effetti principali
Gli effetti della dieta Atkins rimangono argomento di dibattito. Alcuni studi ritengono che prevenga l'insorgere di problemi cardiovascolari diminuisca la concentrazione di colesterolo lipoproteico (LDL), e che aumenti la quantità di colesterolo HDL. Altri studi invece affermano che la dieta Atkins contribuisca a problemi cardiovascolari, coronarici, aritmia, osteoporosi e calcoli renali.

## Le quattro fasi
La dieta Atkins prevede 4 fasi: approccio, perdita di peso, pre-mantenimento e mantenimento definitivo per il resto della vita.

### Approccio
Quella più dura è la fase induttiva (Atkins Nutritional Approach). Per essa è consigliata una durata di due settimane. È finalizzata a portare il corpo allo stato di chetosi. L'assunzione di carboidrati è limitata a né più né meno di 20 grammi netti giornalieri (grammi di carboidrati escluse fibre, alditolo e glicerolo), di cui da 12 a 15 grammi netti devono provenire da foglie d'insalata, frutta e verdure come broccoli, spinaci, zucca, cavolfiore, pomodoro o altri consigliati da Atkins; i legumi non sono consentiti nella fase d'approccio perché troppo ricchi di amidi. Fra i cibi permessi, la carne può essere consumata liberamente (pollame, pesce, molluschi e uova); formaggi morbidi o semi-morbidi possono essere consumati fino ad un massimo di 110 g. Durante questa fase occorre inoltre bere 8 bicchieri d'acqua al giorno. Le bevande alcoliche non sono permesse, mentre la caffeina è acconsentita se in quantità minima. Si raccomanda anche l'assunzione di multivitaminici, a eccezione del ferro.

### La perdita di peso
Questa fase consiste nell’inizio dell’aumento graduale  dell'assunzione di carboidrati, mantenendone una quantità che comunque permetta la perdita di peso. Ogni settimana il limite giornaliero di carboidrati aumenta di 5 grammi netti. Uno degli obiettivi della fase è di trovare il livello critico di carboidrati per il dimagrimento e di imparare in maniera monitorata come cibi di crescente quantità glicemica influenzino il controllo della fame. La fase dura fino al raggiungimento di un peso che disti 4,5 kg da quello desiderato.

### Pre-mantenimento
L'assunzione di carboidrati è aumentata ancora, ma di 10 grammi alla settimana. L'obiettivo è di trovare la quantità di carboidrati che permette di mantenere il proprio peso senza ingrassare.

### Mantenimento
In questa fase si cerca di mantenere le abitudini assunte mediante le fasi precedenti, e nella quale si cerca di evitare il tipico rilassamento post-dieta che può portare all'aumento di peso. È incoraggiata la scelta istintiva dei cibi, ma se ciò richiama il peso perso, bisogna ripercorrere le fasi precedenti.

## Controversie
Un'analisi condotta da Forbes ha mostrato come il menu standard dell'Atkins Nutritional Approach in quanto a costo è tra i primi cinque dei dieci piani nutrizionali analizzati dal magazine economico. Ciò a causa dell'inclusione nel menu di ricette con ingredienti costosi, come ad esempio le code di aragosta, inserite per dimostrare la varietà di alimenti che si possono consumare nella dieta. Nell'analisi, la mediana del costo nei dieci piani dietetici esaminati era del 50% al disopra della media USA, mentre l'Atkins lo era dell'80%.  Alcuni studi conclusero che l'efficacia della dieta Atkins nel perdere peso fosse dovuta al minore introito calorico autoimposto, grazie all'esclusione quasi totale dei carboidrati alimentari. Infatti un effetto notorio delle diete chetogeniche come la Atkins, in cui viene imposto un drastico abbassamento del consumo di carboidrati, ma nessuna restrizione del consumo di grassi e proteine (ad libitum), è riconoscibile nel fatto che chi le segue è portato spontaneamente a ridurre l'introito calorico, tra le 1400 e le 2100 kcal, grazie al forte effetto saziante di questi modelli alimentari, dovuto alla chetosi. Le diete a basso tenore di carboidrati sono state al centro di dibattito medico per decenni.
Secondo la comunità scientifica vi sono alcuni aspetti di cui tenere conto:
- Uno studio dell'università di Atene, in collaborazione con il German Institute of Human Nutrition e il Max Delbruck Centre for Molecular Medicine di Berlino pubblicato sul British Medical Journal, condotto su oltre 40.000 soggetti (di 30-49 anni), di cui alcune migliaia sottoposti alla dieta Atkins, ha rilevato come l'aumento di rischio cardiaco in questi ultimi fosse impennato di ben il 60% nel caso si fossero sottoposti a questo regime così restrittivo per un lungo periodo di tempo[10][11].
- Secondo il parere di alcuni esperti, come il Dr. Robert Eckel dell'American Heart Association, le diete ad alto tenore proteico e basso tenore di carboidrati, come la dieta Atkins e la dieta Zona, aumenterebbero il rischio cardiovascolare[12]. Per esempio alcuni studi a lungo termine su grandi popolazioni rilevano che per le donne privilegiare proteine e grassi di origine vegetale piuttosto che di origine animale possa ridurre il rischio cardiaco[13]. Al contrario altri studi non rivelerebbero un impatto deleterio sullo stato cardiovascolare da parte delle diete ad alto apporto di proteine[14];
- Uno studio del professor Valter Longo, dell'Università dalla California del Sud e pubblicato sulla rivista scientifica Cell mette in guardia sugli effetti a lungo termine delle diete iperproteiche: la ricerca, che ha coinvolto 6.318 adulti con un'età superiore ai 50 anni, ha rilevato che coloro che seguivano una dieta ricca di proteine animali avevano un rischio del 74% maggiore di morte prematura, da malattie cardiovascolari, cancro e diabete, rispetto a coloro che seguono una dieta povera di proteine animali. Le proteine, in particolare, controllano l'ormone della crescita IGF-I i cui alti livelli sono stati associati al cancro[15][16].
- Uno studio dell'Università Rovira i Virgili di Tarragona, pubblicato sulla rivista Nutrition Research, ha monitorato per 5 anni la salute di uomini e donne ad alto rischio malattie cardiache, dimostrando che coloro che consumavano una grande quantità di proteine e una bassa percentuale di carboidrati, come richiede la dieta Atkins, avevano quasi il doppio della probabilità di riguadagnare più del 10 per cento del proprio peso corporeo. Inoltre, secondo i ricercatori, coloro che seguono la dieta Atkins hanno più elevati tassi di danni ai reni, cambiamenti nei livelli di grassi nel sangue e nel modo in cui il corpo processa lo zucchero. "Un eccesso di proteine nella dieta - sostengono i ricercatori - è associata al rischio di un aumento del peso corporeo sul lungo termine e di morte"[17][18].
- Le diete ad alto tenore proteico sono sconsigliate per chi soffre di gotta o problemi renali[19]. Inoltre, alcuni studi dimostrarono una correlazione tra l'alto introito proteico e la demineralizzazione ossea. Al contrario, diversi studi epidemiologici hanno trovato un'associazione positiva tra l'introito proteico e la densità minerale ossea[20][21]. Uno studio a lungo termine su obesi in cui è stata seguita la dieta Atkins per due anni consecutivi non ha rilevato differenze nella densità minerale ossea con il gruppo che seguiva una dieta ipocalorica a basso apporto di grassi[22];
- Nonostante le varie controversie sollevate su questo regime dietetico, la dieta Atkins, secondo dati risalenti al 2003, aveva venduto già all'epoca più di 15 milioni di copie a 30 anni dalla sua prima pubblicazione[23]. Dati più attuali registrano una vendita di oltre 40 milioni di copie a distanza di oltre 40 anni[24].